# Joachim Bäse
Joachim Bäse (* 2. September 1939 in Braunschweig–Rühme; † 22. Dezember 2020 ebenda) war ein deutscher Fußballspieler, der von 1959 bis 1973 für Eintracht Braunschweig spielte.

## Spielerlaufbahn
Bäse wurde im Braunschweiger Stadtteil Rühme geboren und begann im Nachbarort Wenden beim dortigen FC mit dem Fußballspielen.
1959 begann der gelernte Koch seine Karriere als Profifußballer bei Eintracht Braunschweig. Für die Eintracht hatte er zunächst 87 Einsätze in der Oberliga Nord – damals die höchste deutsche Spielklasse – und schoss dort 26 Tore. 1963 gehörte Bäse zu der Eintracht-Mannschaft, die als eine von drei Mannschaften der Oberliga Nord in der neu eingeführten Bundesliga startete. In den folgenden Jahren absolvierte er als Libero und Mittelfeldspieler im Bundesliga-Team 234 Spiele und schoss fünf Tore. 1967 hatte er den herausragenden Höhepunkt seiner fußballerischen Karriere, als er mit seiner Elf deutscher Fußballmeister wurde. In der Saison 1966/67 war Bäse Kapitän der Meistermannschaft. In der darauf folgenden Saison kam er mit der Eintracht im Europapokal der Landesmeister 1967/68 bis ins Viertelfinale, in den folgenden Jahren kam er zu zehn weiteren Europacup-Begegnungen.
Am 8. Mai 1968 kam Bäse in der deutschen Nationalmannschaft bei deren 329. Spiel zum Einsatz. Das erste Länderspiel gegen Wales – es fand in der walisischen Hauptstadt Cardiff statt und endete 1:1 – blieb sein einziges.
1971 war Bäse mit weiteren 14 Eintracht-Spielern in den Bundesliga-Skandal verwickelt. Er beendete daraufhin seine Laufbahn im Profifußball und half danach noch bei seinem Stammverein FC Wenden aus.
Joachim Bäse bestritt von 1959 bis 1973 insgesamt 321 Punktspiele für Eintracht Braunschweig, womit er zu den Rekordspielern des Vereins zählt; er erzielte dabei 31 Tore. Er wurde auch 15-mal im DFB-Vereinspokal eingesetzt und schoss in diesem Wettbewerb zwei Tore. Dazu kamen noch elf Einsätze im Europapokal.

## Weiteres Berufsleben
Nach dem Ende seiner aktiven Laufbahn lebte Bäse im Braunschweiger Stadtteil Thune und arbeitete als Lebensmittelkontrolleur bei der Stadt Braunschweig.